# 高新大道站
高新大道站位于中华人民共和国江西省南昌市青山湖区北京东路与高新大道和高新南大道交叉口，是南昌地铁1号线的地铁车站，车站于2015年12月26日和1号线一同启用。

## 车站结构
站厅在地下一层，站台在地下二层为岛式站台。
车站面积规划为18236㎡，核实为17783.5㎡，占地面积约23.85亩。
高新大道站位于北京东路与高新大道交叉口原中央绿岛下方，为1号线与规划5号线“十”字形换乘车站。本次建设的1号线车站主体结构沿东西向布置，为地下两层12.0米宽岛式站台车站，站前设单渡线。规划中的5号线车站主体则沿南北向布置，亦为地下三层12.0米宽岛式站台车站。两线车站通过中部换乘楼梯实现同台对向换乘。考虑到5号线为远期实施工程，本次1号线施工阶段仅预留5号线换乘节点处的围护结构，以满足后续建设需求。
在2022年11月29日《南昌市第二轮城市轨道交通线网规划》批后公布明确5号线改走上海路在谢家村和1号线换乘。
在2025年《南昌市高新大道快速化改造工程道路交通详细规划》（二次调整）批后公布，本站5号线南北向线位将设高架。

### 楼层
| 1层  | 地面               | 出入口                           |  |  |
| -1层 | 站厅               | 自动售票机、客服中心             |  |  |
| -2层 |                    | █ 1号线 往昌北机场（青山湖大道） |  |  |
|      | 岛式站台，左侧开门 |                                  |  |  |
|      |                    | █ 1号线 往麻丘（艾溪湖西）       |  |  |
| -3层 | 预留               | 5号线换乘节点处的围护结构        |  |  |

### 出入口
高新大道站共有4个出入口，3号口通道内设有与南昌青山湖万象汇的连通口。
| 编号                   | 指示                         | 图片 | 建议前往的目的地                                                                         |
| ---------------------- | ---------------------------- | ---- | ---------------------------------------------------------------------------------------- |
| 出口 · 1L              | 北京东路南侧，高新南大道东侧 |      | 京东校区、居安路、乐麦特购物广场、蓝天公寓                                               |
| 出口 · 2L              | 北京东路北侧，高新大道东侧   |      | 南苑小区、兆丰大厦、南阳花园、联合创业、青文二路                                         |
| 出口 · 3L · 升降机标志 | 北京东路北侧，高新大道西侧   |      | 南昌青山湖万象汇、万象公馆、精英汇、华润万象府、汇文路、天幕国际、文苑华庭、江西艺术中心 |
| 出口 · 4L              | 北京东路南侧，高新南大道西侧 |      | 尚东大道校区、天泽园                                                                     |
| 註： 設有              |                              |      |                                                                                          |

## 历史
- 2009年6月2日《南昌市轨道交通1号线一期工程环境影响报告书（简本）》中本站名为高新大道站位于北京东路与高新大道交叉口[11][12]。
- 2010年8月30日的1号线一期24个站点暂用名定为高新大道站[2]。
- 2010年12月15日确定本站名称不变[13]。
- 2015年12月26日随1号线一期一同启用。
- 2020年4月30日到9月30日为配合青山湖综合体项目改造施工，3号口将临时封闭。[14][15]